# Sébastien Loeb
Sébastien Loeb (Haguenau, 26 februari 1974) is een Frans rallyrijder die in het wereldkampioenschap rally jarenlang uitkwam voor het fabrieksteam van Citroën en nu actief is voor Hyundai. Loeb won de wereldtitel vanaf 2004 achtereenvolgend tot en met het seizoen 2012 in totaal negen keer. Daarmee is hij recordhouder wat betreft het aantal wereldtitels, voor zijn landgenoot Sébastien Ogier, die acht titels behaalde, en Juha Kankkunen en Tommi Mäkinen, die beide vier keer wereldkampioen werden.
Loeb was van oorsprong actief als gymnast, maar in 1995 maakte hij de overstap naar de rallysport, waarin hij zich in sneltreinvaart profileerde, en in 2001 zijn eerste grote succes boekte met de Franse rallytitel. Datzelfde jaar werd hij tevens wereldkampioen in de 1600cc-klasse. Sinds het seizoen 2002 was Loeb fabrieksrijder bij Citroën, en greep met navigator Daniel Elena naar zijn eerste overwinning tijdens de Rally van Duitsland datzelfde jaar. Na runner-up te zijn geworden in het kampioenschap in 2003, won hij in 2004 zijn eerste wereldtitel. Met Citroën wist hij de reeks door te zetten tot een negende titel die hij in 2012 op naam schreef.
Naast zijn successen in de rallysport, is Loeb ook drievoudig winnaar van de jaarlijkse Race of Champions; nadat hij de Henri Toivonen Memorial Trophy won, kreeg hij driemaal de titel "Champion of Champions" toegewezen, in 2004, 2005 en 2008. Met Jean Alesi won hij ook eenmaal de Nations Cup voor Frankrijk, in 2004. Loeb nam ook tweemaal deel aan de 24 uur van Le Mans, en werd daarin tweede tijdens de editie van 2006 voor het team van Pescarolo Sport. In 2014 stapte Loeb met Citroën over naar het WTCC en reed daarin twee seizoenen. In 2016 nam hij voor het eerst deel aan de Dakar-rally. Sinds 2018 heeft Loeb met Citroën en daarna Hyundai weer een gedeelde comeback gemaakt in het wereldkampioenschap rally.
In 2005 huwde hij met Severine Meny. In 2019 gingen ze uit elkaar. Ze hebben samen een dochter, Valentine . Op 27 mei 2009 werd Loeb door de Franse president Nicolas Sarkozy onderscheiden met een benoeming in het Franse Legioen van Eer.

## Carrière

### Beginjaren

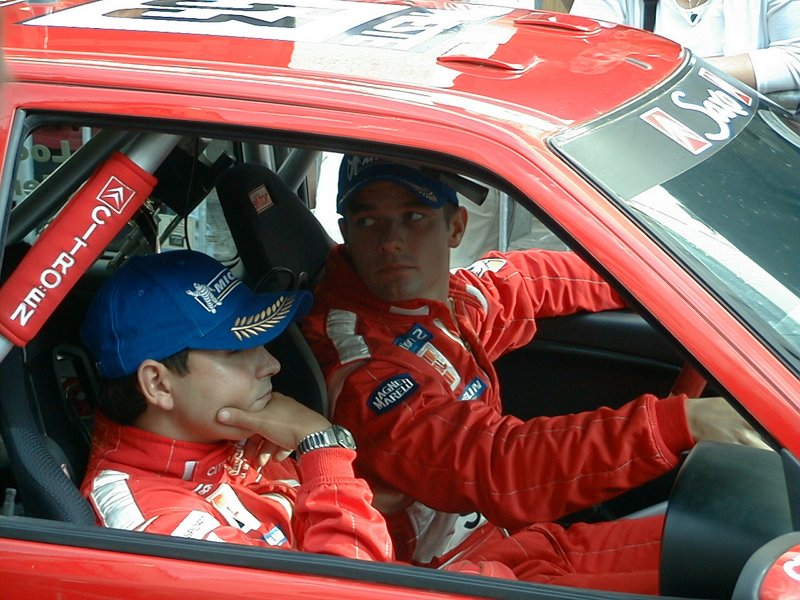
Loeb met navigator Daniel Elena in 2001, het jaar dat ze JWRC-kampioen werden

Loeb werd geboren in Haguenau, Elzas, en groeide op in Oberhoffen-sur-Moder, niet ver van de Duitse grens af. Op jonge leeftijd wil hij net als zijn vader gymnast en acrobaat worden. Daarin had Loeb succes en was op zijn twaalfde al vier keer kampioen van zijn geboortestreek geworden, maar werd ook eens kampioen van Oost-Frankrijk, en een keer vijfde in het Frans nationaal kampioenschap.
Zijn interesse in de autosport wordt echter groter, en in 1995, op 21-jarige leeftijd, maakt hij een radicale overstap naar de rallysport. Zijn debuut kwam achter het stuur van een Peugeot 106 Rallye. In 1998 nam hij met een Citroën Saxo deel aan de nationale Citroën Saxo Trophy in Frankrijk, een serie waar hij het jaar daarop, in 1999, kampioen in werd. Datzelfde jaar debuteerdehij samen met zijn inmiddels vaste navigator Daniel Elena in het wereldkampioenschap rally tijdens de Rally van Catalonië. Loeb wordt daarna opgenomen in het Citroën fabrieksteam, waarmee hij vanaf het jaar 2000 in een officiële Xsara Kit Car deelneemt aan rondes uit het Frans rallykampioenschap. Ingeschreven door de Franse autosport federatie FFSA, nam hij dat jaar ook deel aan twee WK-rally's in een Toyota Corolla WRC, waarmee hij kennismaakte met het rijden in een World Rally Car. Als privé-rijder liet hij zich meteen gelden en wist in beide deelnames een toptienklassering af te dwingen.
In 2001 volgde groot succes voor Loeb. Met de Xsara Kit Car won hij de Franse rallytitel en in het WK Rally domineerde hij het nieuw opgezette Super 1600 kampioenschap (het latere Junior World Rally Championship) met een Citroën Saxo, en wordt daarin met vijf overwinningen uit zes rondes kampioen. Door deze resultaten gaf oud-rallyrijder en toenmalig teambaas van het Citroën fabrieksteam Guy Fréquelin, Loeb de kans om met de Xsara WRC deel te nemen aan de WK-ronde in San Remo tegen het eind van het seizoen. Loeb wist daarin te overtuigen en aasde lange tijd op de eindoverwinning, die hij uiteindelijk moest nalaten aan asfalt specialist Gilles Panizzi in een Peugeot 206 WRC. Het behalen van de tweede plaats werd beschonken met een contract voor het volgend jaar.

### Citroën

#### 2002-2003

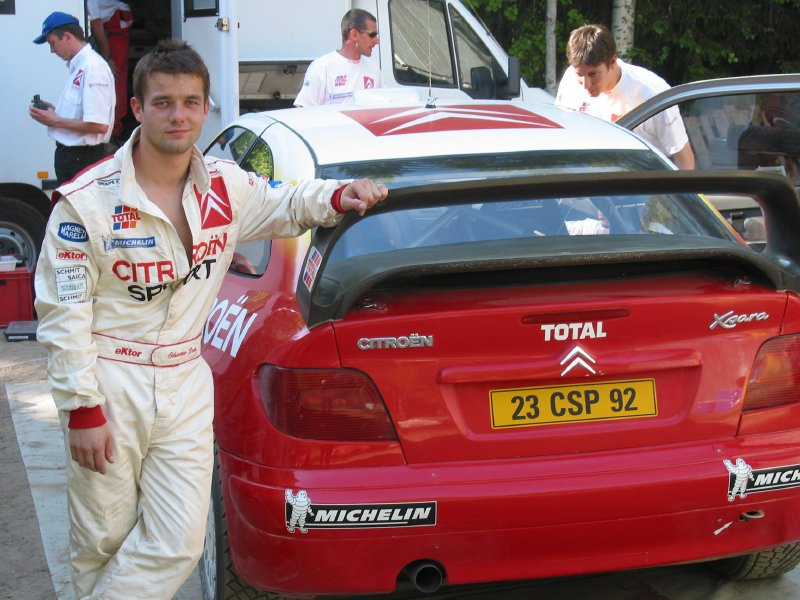
Loeb tijdens een testsessie met Citroën voorafgaand aan de Finse WK-ronde in 2002

Citroën ondernam geen volledig programma in het seizoen 2002, maar kwamen wel aan de start van de traditionele seizoensopener in Monte Carlo. Daarin wist Loeb te excelleren, en vocht het gevecht om de overwinning uit met drievoudig winnaar Tommi Mäkinen in een Subaru. Loeb won de rally in eerste instantie, echter deze overwinning werd later teruggefloten toen bleek dat het team van Citroën een illegale bandenwissel hadden uitgevoerd op de auto van Loeb. Een tijdstraf kostte hem de overwinning, die in dit geval op naam kwam van Mäkinen. Later in het seizoen wist Loeb alsnog zijn eerste WK-rally te winnen, tijdens het inaugurele WK-evenement in Duitsland, niet ver van de Franse grens af waar Loeb is opgegroeid. Hij besloot het seizoen met een tiende plaats in het rijderskampioenschap, en was daarmee geplaatst als beste Citroën-rijder.
In het seizoen 2003 kreeg Loeb twee voormalig wereldkampioenen naast zich binnen het team van Citroën; Carlos Sainz en Colin McRae. Loeb wist zich echter te profileren tot kopman van het team, wat zijn begin zag met een overwinning in Monte Carlo, een rally waar Citroën de gehele top drie wist vol te maken. Gedurende het seizoen won hij ook nog in Duitsland en San Remo, en door een consistent optreden vocht hij mee voor de titelstrijd, die in de laatste paar rally's beslist werd tussen Loeb en Subaru-rijder Petter Solberg. Loeb lag aan de leiding in Corsica, totdat hij zich door regenval liet verrassen met een verkeerde bandenkeuze, en van de weg ging. De tegenstelling kwam voor Solberg, die hiermee wel zijn voordeel wist te pakken en verrassend won. Tijdens de seizoensafsluiter in Groot-Brittannië liep het uit op een secondespel tussen de twee, die uiteindelijk in het voordeel werd beslist van Solberg. Loeb kwam in de eindstand slechts één punt tekort, en moest genoegen nemen met een tweede plaats in het rijderskampioenschap. Daarentegen bracht Loeb wel een belangrijk aandeel in de eerste constructeurstitel voor Citroën, die dat jaar werd behaald in het kampioenschap.
Aan het einde van jaar greep Loeb nog wel naar de titel 'Champion of Champions', toen hij collega-rijder Marcus Grönholm in de finale van de Race of Champions versloeg, een evenement toentertijd nog verreden op het eiland Gran Canaria.

#### 2004-2006

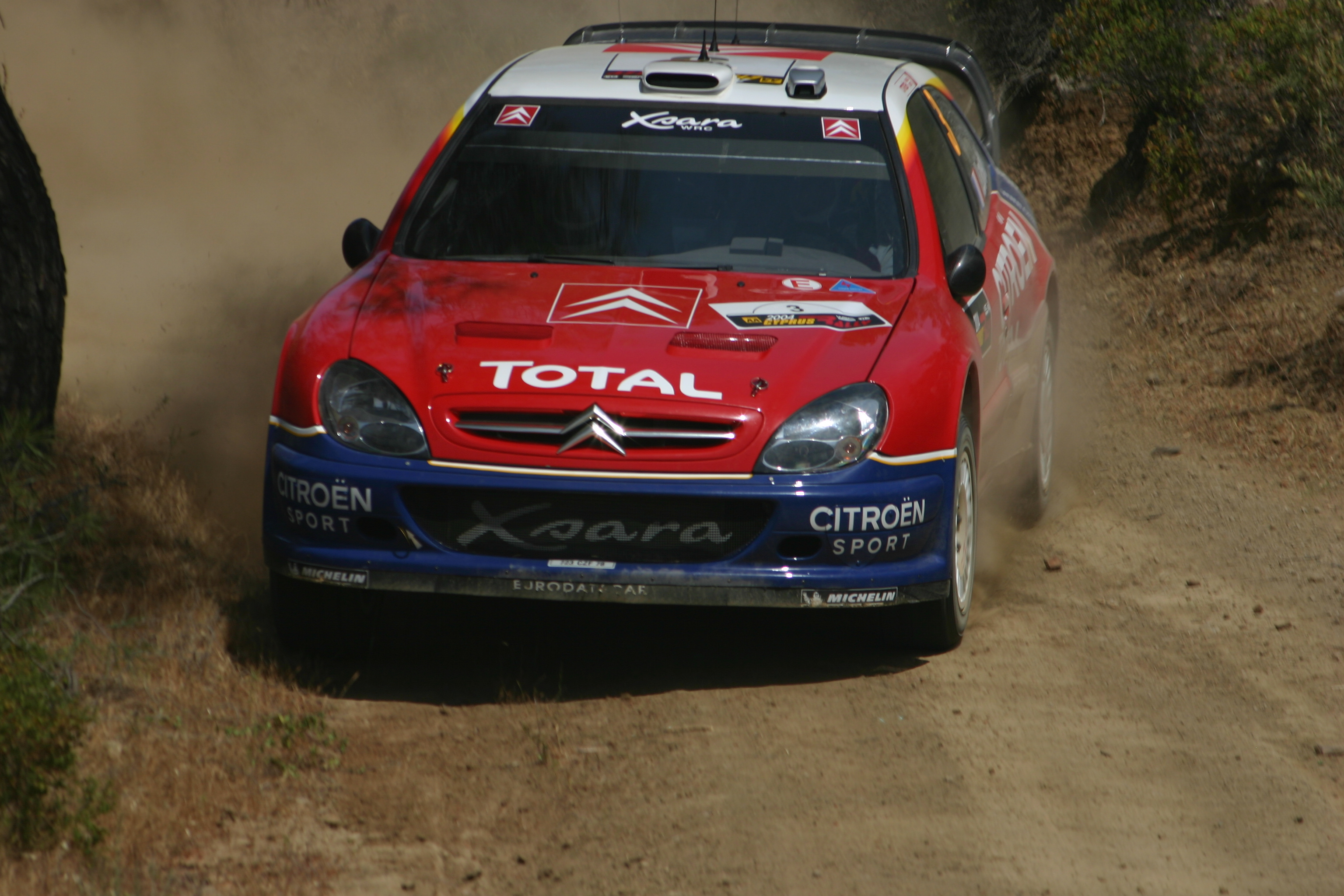
Loeb op weg naar zijn derde overwinning in 2004, tijdens de Rally van Cyprus

Loeb wist zijn rol al eerste rijder voort te zetten in het seizoen 2004. Hij drukt gelijk zijn stempel door de eerste twee rondes van het kampioenschap te winnen, waaronder de Rally van Zweden, waar hij de eerste niet-Scandinavische winnaar van het evenement werd. Regerend wereldkampioen Solberg weet goed tegenstand te bieden aan Loeb, echter de Noor kent een ongelukkige reeks halverwege het seizoen. Loeb profiteert optimaal en behaalt op efficiënte manier zijn punten. Hij wint dat jaar in totaal zes rally´s, waarmee hij het record van zijn landgenoot Didier Auriol evenaarde, die in het seizoen 1992 eveneens zoveel rally´s op naam schreef. Loeb kon zich met een podiumplaats in zijn thuisrally in Corsica kronen als wereldkampioen en werd na Auriols triomf in 1994, de tweede Franse wereldkampioen in de geschiedenis. In het seizoen 2005 vervangt de jonge Belg François Duval de ervaren Carlos Sainz - die zijn carrière beëindigde - als Loebs nieuwe teamgenoot. Die bleek echter geen enkele dreiging te zijn voor de Fransman dat jaar. Loeb won wederom in Monte Carlo, moest vervolgens de daaropvolgende twee rondes in het kampioenschap laten aan Subaru´s Petter Solberg, maar wist daarna een imposante reeks neer te zetten van zes overwinningen op rij, waarmee hij niet alleen Timo Salonens record verbrak - uit 1985 van vier achtereenvolgens - maar ook dat van de meeste overwinningen in één seizoen. In Groot-Brittannië kon Loeb in leidende positie zijn titel prolongeren, echter in datzelfde evenement overleed Markko Märtins navigator Michael Park in een ongeluk op een van de proeven, waardoor Loeb met opzet een tijdstraf incasseerde om zo zijn tweede titel op dat moment niet te hoeven vieren. De Fransman won uiteindelijk tien rally´s dat jaar, en werd, ditmaal met straatlengte voorsprong op Solberg en Grönholm (die ex-eko eindigde), voor de tweede maal wereldkampioen in de rallysport.

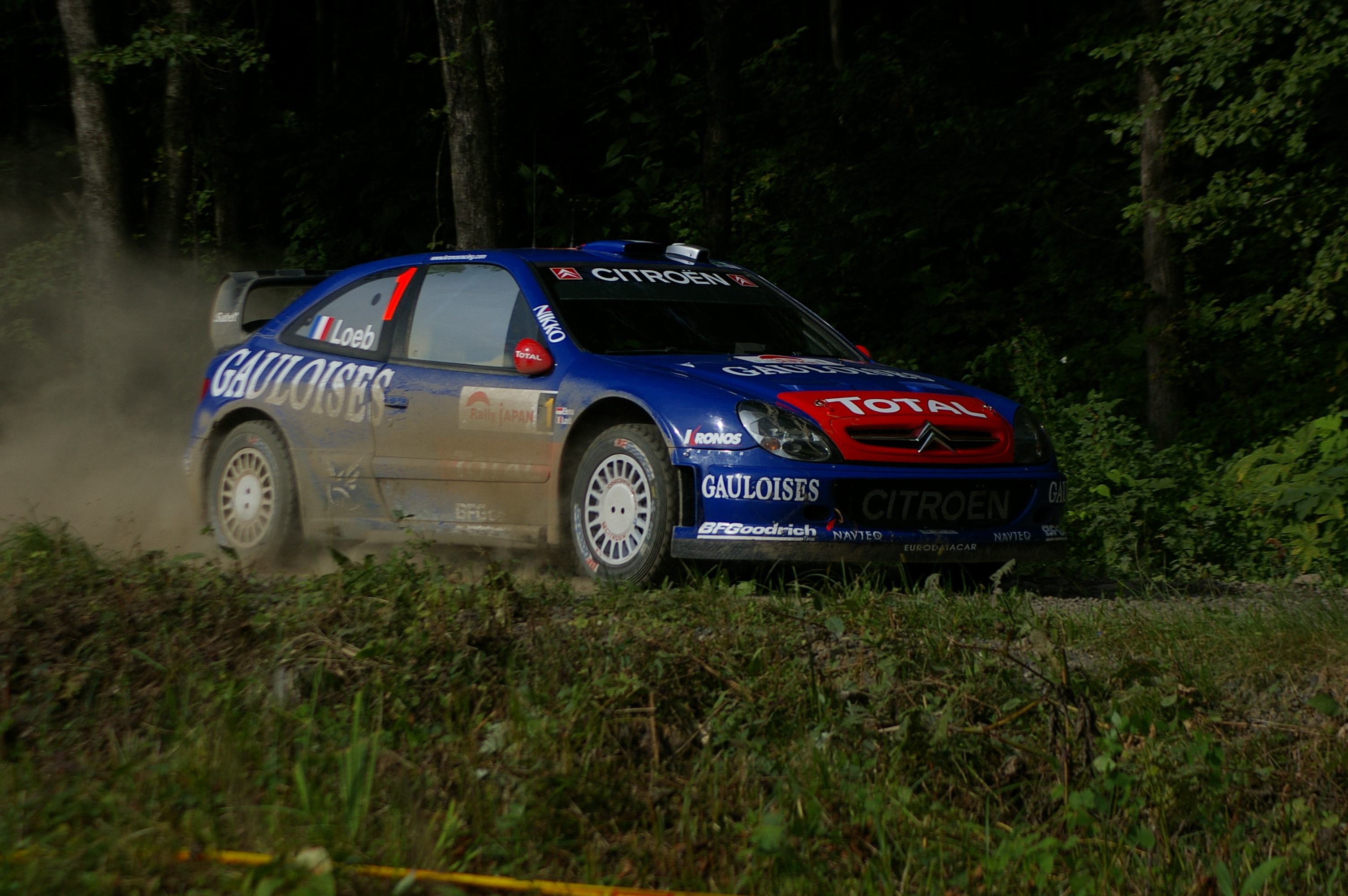
Loeb actief voor Kronos Racing in Japan in 2006, waar hij naar de overwinning greep

In het seizoen 2006 trok de PSA groep zich terug uit het WK-Rally. Terwijl Peugeot zich volledig terugtrok als fabrieksteam, besloot Citroën een terugkeer te maken in 2007. In 2006 werd Citroën echter vertegenwoordigd door het Belgische Kronos Racing, waarin Loeb zijn rol verder wist te zetten als kopman binnen het team. Nog steeds rijdend met de Xsara WRC, moest Loeb deze maal tijdens de openingsronde in Monte Carlo zijn meerdere geven aan Ford's nieuwe rijder Marcus Grönholm, voorheen actief bij Peugeot, nadat hij de zesde klassementsproef in leidende positie van de baan ging waardoor hij Tommi Mäkinens record (die daar van 1999 tot en met 2002 won) niet kon evenaren. Wel wist hij zich nog naar een tweede plaats terug te vechten.
Hoewel Grönholm capabel was om goed tegenstand te bieden aan Loeb, wist de Fransman zich echter te profileren als een vaste podiumfinisher, waarin hij namelijk nooit lager dan de tweede plek behaalde. Met acht overwinningen dat seizoen - waarin hij wederom een record verbrak, dit van 26 overwinningen van voormalig teamgenoot Carlos Sainz - had Loeb met nog vier rally´s te gaan een vrij comfortabele voorsprong op Grönholm. Loeb raakte echter op dat moment buiten de rallypaden geblesseerd in een mountainbike ongeluk, en moest met een gebroken arm het resterende seizoen missen. Met zijn riante voorsprong, en het feit dat Grönholm zich in Australië niet in de top drie in het eindklassement wist te werken, werd Loeb desondanks voor de derde maal wereldkampioen.

#### 2007-2010

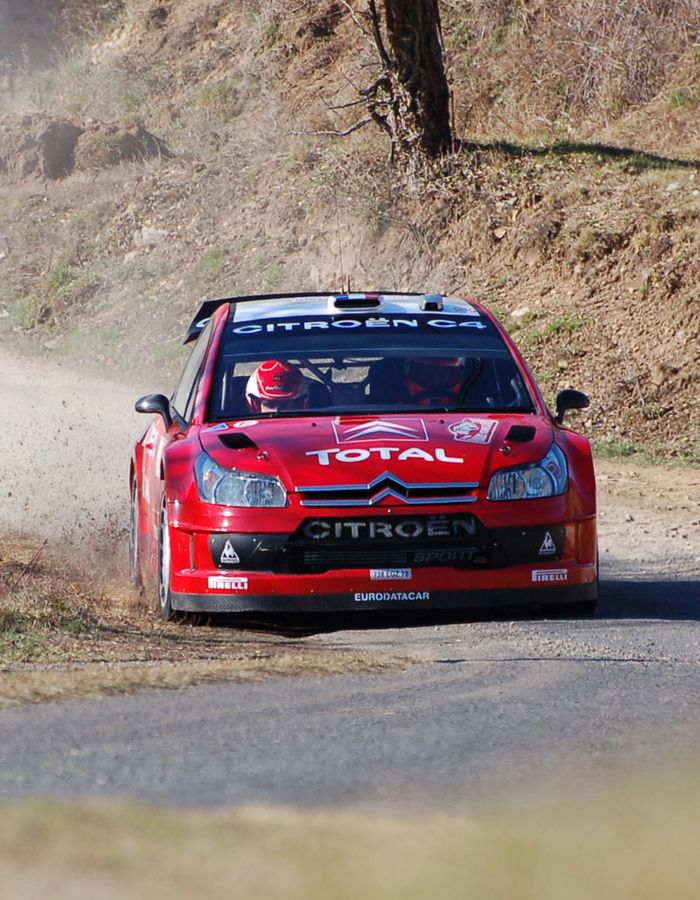
De C4 WRC bleek voor Loeb een verlengstuk te zijn van de succesvolle Xsara, hier actief in Monte Carlo in 2008

In het seizoen 2007 keert Citroën volledig terug als fabrieksteam, en tevens met een nieuwe rallyauto; de C4 WRC. Het team weet meteen competitief te zijn met het nieuwe model, met een een-twee tijdens de openingsronde in Monte Carlo, waarin Loeb wederom de hoogste trede betrad, en daarmee voor de vierde maal in deze rally als eerste wist te eindigen. In de eerste helft van het seizoen behaalde Loeb weliswaar zes podia, waaronder vier overwinningen, maar de Fransman betrapte zich onkarakteristiek ook op een paar rijdersfoutjes, en moest zich op dat moment nog dulden achter Ford-rijder Grönholm. Het resterende seizoen wordt een machtsstrijd tussen Loeb en Grönholm, die zijn beste voorbeeld kende in Nieuw-Zeeland, waarin een fel secondespel ontstond om de overwinning, en Loeb zich slechts met een verschil van 0,3 seconde achter Grönholm moest dulden. In Japan kon Loeb profiteren, toen Grönholm op de eerste dag van de rally al uitviel. Loeb moest echter hetzelfde lot bekopen nadat hij op het begin van de tweede dag door een vermoedelijke fout van zijn navigator van de weg ging en vervolgens niet verder kon gaan. In de daaropvolgende ronde, de nieuwkomer in Ierland, verspilde Grönholm min of meer zijn kansen op een derde wereldtitel, door vroeg in de wedstrijd zijn Focus RS WRC tegen een stenen muur te parkeren om vervolgens op te moeten geven. Loeb, al jarenlang een dominante verschijning op asfalt, won daar zonder verrassing en kon zich in de afsluitende ronde in Groot-Brittannië consolideren tot een derde plaats, waardoor hij voor de vierde maal achtereenvolgens wereldkampioen werd, en daarmee het record van Juha Kankkunen en Tommi Mäkinen evenaarde, de laatstgenoemde die het ook in een reeks van vier wist te volbrengen. Grönholm beëindigde na 2007 zijn loopbaan als actief rallyrijder, waardoor in het seizoen 2008 Mikko Hirvonen als voornaamste concurrent werd geacht voor de titelstrijd met Loeb. Die voorspelling bleek waar te zijn, waarin Hirvonen weliswaar met drie overwinningen de Fransman tot de voorlaatste ronde bezig hield in het behalen van het rijderskampioenschap - mede door een gunstige puntentelling - maar waar Loeb zich tegelijkertijd excelleert tot een alleskunner.

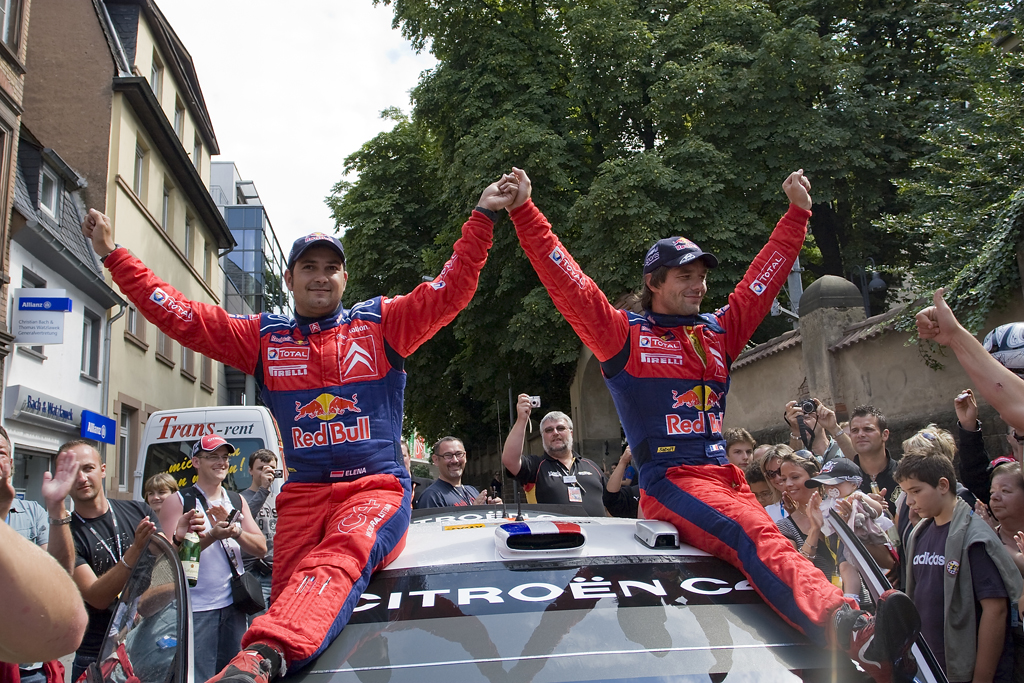
Loeb en Elena vieren hun zevende overwinning in de Rally van Duitsland, in 2008

Hij breekt dat jaar zijn eigen record uit 2005, door dat seizoen elf overwinningen te boeken. In Duitsland won hij dat jaar het evenement voor de zevende maal achtereenvolgens, iets wat nog niet eerder werd gedaan in het WK. Loeb won dat jaar ook voor het eerst in Finland, een rally die slechts sporadisch succes bood aan rijders buiten Scandinavië. Per slot van rekening won hij ook nog voor de eerste maal in Groot-Brittannië, op het moment dat hij een recordaantal van vijf wereldtitels al op naam had staan. Citroën nam met Loeb en teamgenoot Daniel Sordo, wederom beleg op het constructeurskampioenschap, na twee jaar achtereenvolgens de titel te hebben verloren aan Ford.

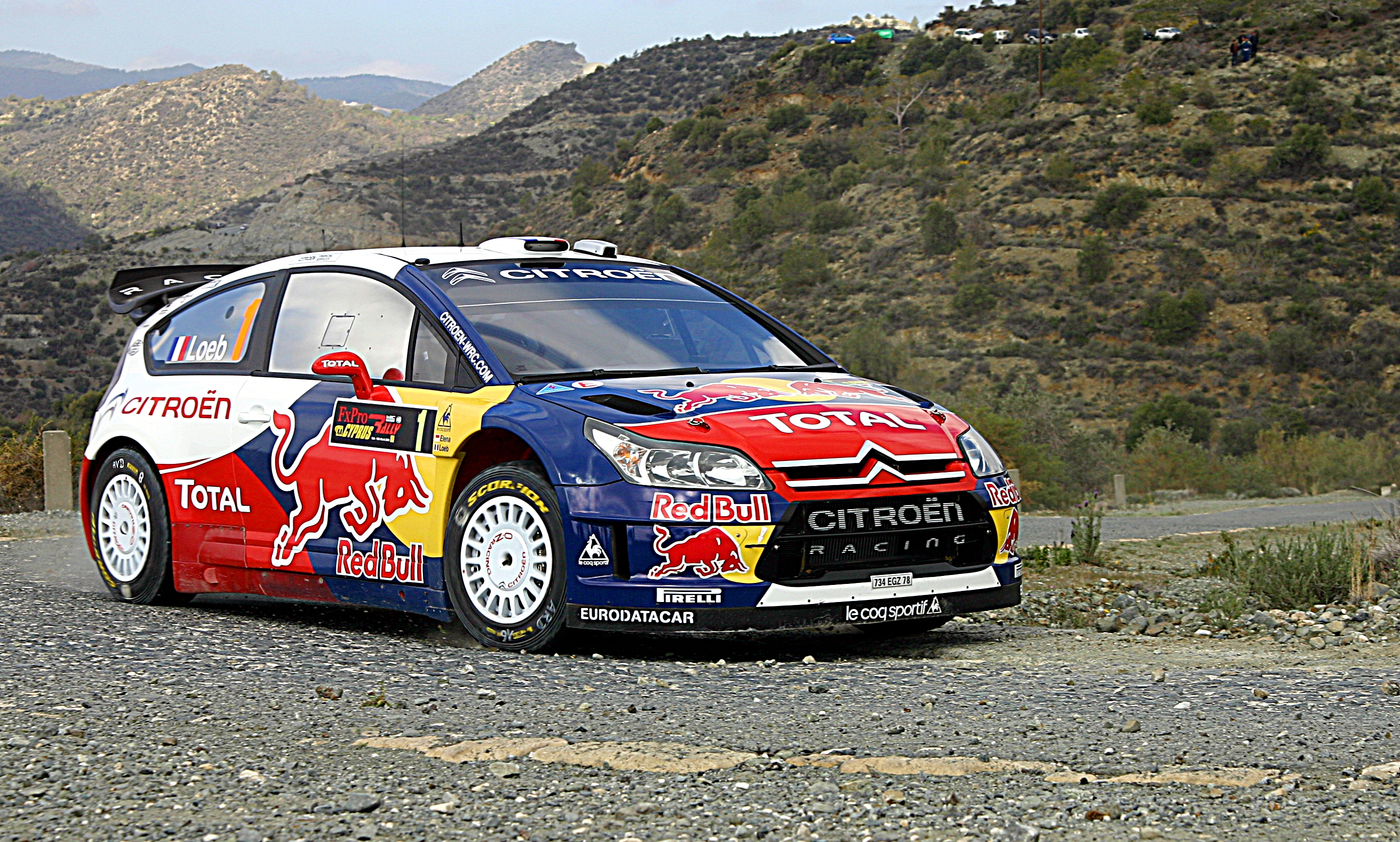
In 2009 maakte Loeb een dominante start mee en in Cyprus won hij alweer zijn vijftigste WK-rally

De machtsstrijd tussen Citroën en Ford werd voortgezet in het seizoen 2009, met Loeb en Hirvonen wederom als kopmannen van beide constructeurs. Het seizoen werd niet meer traditioneel geopend in Monte Carlo, maar vond zijn start dat jaar in de asfaltwedstrijd in Ierland, waar Loeb en teamgenoot Sordo domineerde en met een een-twee aan de haal gingen. De sneeuwrally in Noorwegen werd een secondespel tussen Loeb en Hirvonen, dat in het voordeel beslist werd van de Fransman. In Cyprus won Loeb wederom, en wist daarmee een mijlpaal te bereiken door daar zijn vijftigste WK-overwinning te vieren. Loeb wist zijn zegetocht voort te zetten in de daaropvolgende rally's in Portugal en Argentinië. De ommekeer leek te komen in Sardinië, waar Loebs navigator Daniel Elena een fout had begaan door zijn veiligheidsgordel niet om te doen na het verwisselen van een band, en het duo daarom moest aankijken tegen een straftijd, waardoor ze niet verder dan een vierde plaats kwamen. In Griekenland beging Loeb een onkarakteristieke rijdersfout, en crashte daar zijn C4 hevig, terwijl hij derde lag in het klassement. Ook in Polen betrapte hij zich wederom op een fout, maar kon deze keer met schade toch zijn rally voortzetten, en eindigde nog binnen de punten als zevende. Voor een tijd leek het erop dat hij het moest nalaten aan Hirvonen, maar na een dominante overwinning in Catalonië, wist hij weer dichter te naderen tot de leiderplaats in het kampioenschap, die hij na zijn dip halverwege het seizoen verloor aan Hirvonen. Loeb wist zich als een waardig kampioen te tonen in Groot-Brittannië, waar hij Hirvonen met meer gemak dan vooraf gedacht aftroef om de eindoverwinning, en daardoor het rijderskampioenschap won; de zesde wereldtitel voor Loeb op rij. Ook in het seizoen 2010 bleef Loeb actief voor Citroën in het WK Rally. Hij domineerde het seizoen in grote lijnen en tijdens zijn thuisevenement in Frankrijk won hij zijn 60ste WK-rally, en omdat concurrent Ogier buiten de top drie eindigde, vergrootte hij zijn record van wereldtitels naar een aantal van zeven.

#### 2011-2013

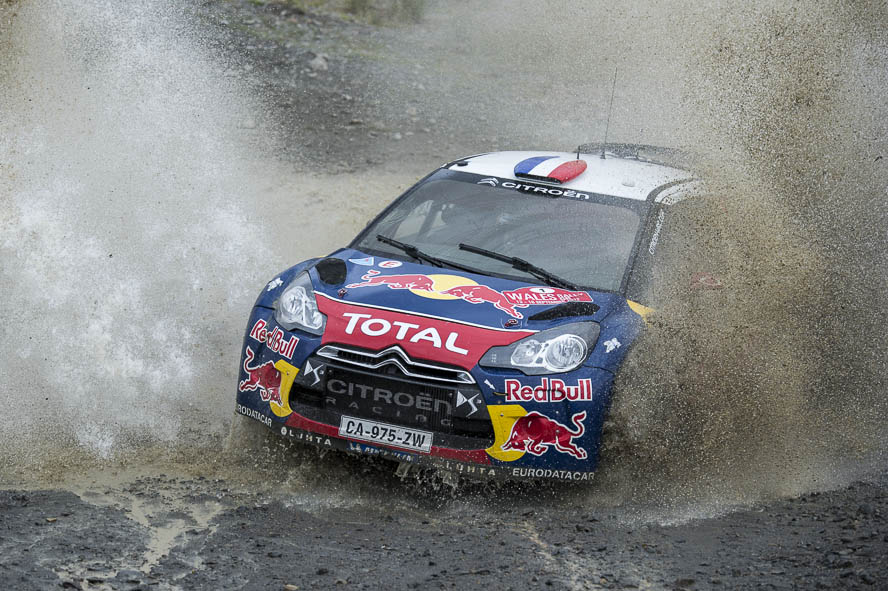
Loeb actief met de DS3 WRC tijdens de Rally van Groot-Brittannië in 2012

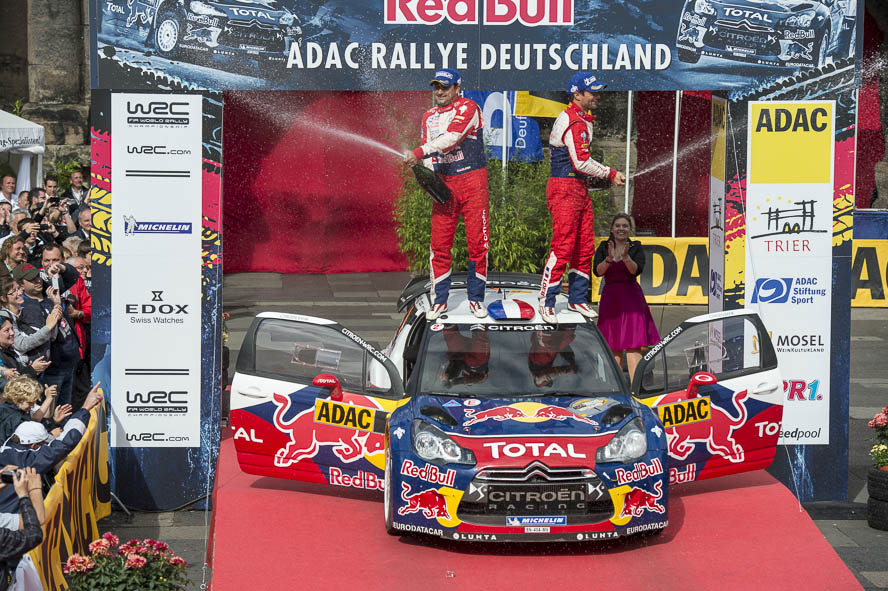
Loeb en Elena op het podium na te hebben gewonnen in Duitsland in 2012

2010 bewees het laatste jaar voor de 2-liter World Rally Cars, aangezien de reglementen voor het seizoen 2011 werden gewijzigd, onder meer dat de auto's overgingen naar een 1.6-liter motorblok. Citroën introduceerde als vervanger de DS3 WRC aan de start van dat seizoen. Hij greep naar de DS3's eerste overwinning in Mexico, en zou gedurende het seizoen nog vier overwinningen boeken. Zijn teamgenoot Ogier bleek een grote concurrent dat jaar, en ook Hirvonen bleef lange tijd aanhaken. Ogier verloor zijn rol in de titelstrijd tijdens de laatste aantal rondes, waar hij door verschillende problemen geen kans meer maakte, terwijl Hirvonen uitviel tijdens de slotronde in Groot-Brittannië, waardoor Loeb (die op dat moment al eerste in het klassement lag) al automatisch kampioen was. Loeb zou de rally echter zelf ook niet finishen nadat hij betrokken raakte bij een ongeluk met een personenauto op de verbindingsroute.
In het seizoen 2012 kreeg Loeb in Hirvonen een nieuwe teamgenoot. In Monte Carlo, sinds vier jaar opnieuw de openingsronde van het kampioenschap, wist Loeb gelijk op dominante wijze te winnen. Hij verloor punten in Zweden en Portugal door respectievelijk buiten de top vijf te finishen en een geforceerde opgave. Daarna schreef hij echter vijf opeenvolgende overwinningen op zijn naam. In Frankrijk voor thuispubliek was hij wederom heer en meester en bevestigde met winst zijn negende opeenvolgende wereldtitel, terwijl ook Citroën nogmaals kampioen werden bij de constructeurs. Loeb sloot het seizoen ook succesvol af met een overwinning in Catalonië.
Loeb kondigde aan zijn titel 2013 niet te verdedigen en werkte slechts een gelimiteerd programma af in het WK rally. Voor het grootste deel ging hij zich ook concentreren op voorbereidingswerk voor een toekomstige WTCC deelname van Citroën. Loeb won de WK-rally's van Monte Carlo en Argentinië, maar besloot zijn carrière enigszins in mineur, toen hij uit de Franse WK-ronde crashte.

#### 2015
Loeb maakte een gastoptreden voor Citroën tijdens de seizoensopener van 2015 in Monte Carlo. Hij leidde de rally enige tijd, totdat hij op een van de proeven zijn wielophanging brak en daarmee veel tijd verloor. Hij eindigde de rally uiteindelijk als achtste.

#### 2018
In 2018 maakte Loeb zijn wederoptreden in het WRC. Hij zou deelnemen aan de rally's van Mexico, Corsica en Spanje.

### Hyundai

#### 2019-2020
Na het einde van het seizoen 2018 werd bekend dat Loeb een contract had getekend tot 2020 bij Hyundai. Hij zou in 2019 zes rally's rijden.

## Andere disciplines

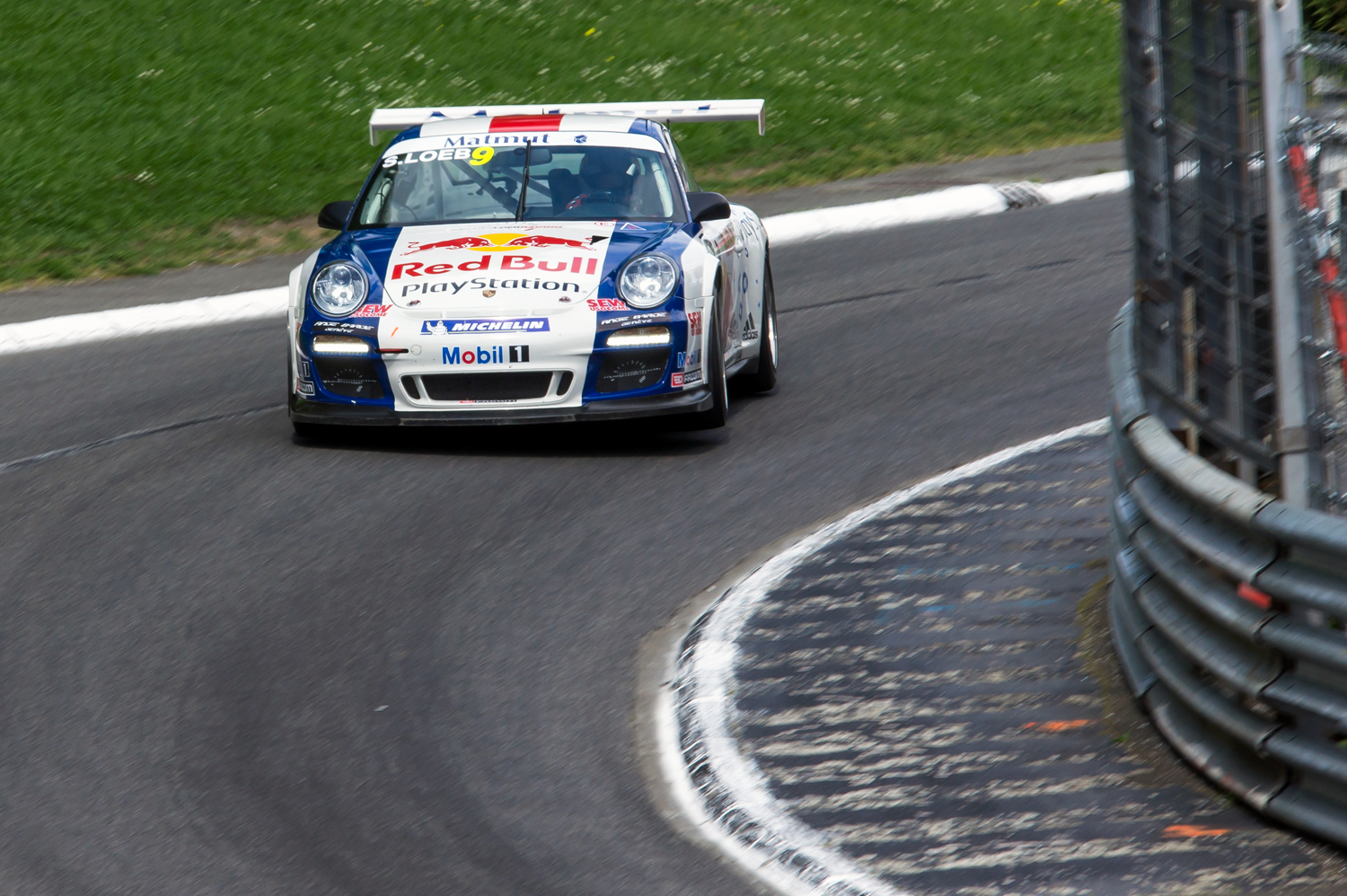
Loeb actief in de Franse Carrera Cup met een Porsche GT3 in 2012

### Le Mans
Terwijl zijn status in het Wereldkampioenschap Rally steeg, besloot Loeb ook sporadisch de overstap te maken naar het circuit. In 2005 nam hij voor het eerst deel aan de 24 uur van Le Mans, uitkomend voor het team van Pescarolo Sport. Het liep uit op een geplaagd evenement voor auto #17 waarin Loeb actief was, en wist daarmee de finish niet te bereiken. In 2006 maakte Loeb wederom een terugkeer voor Pescarolo Sport, en nu liep het uit op een succesvolle race, waar het aan de finish kwam op een tweede plaats in het algemeen klassement, eindigend tussen twee fabrieksingeschreven Audi R10's.

### Formule 1
Loeb heeft ook al een aantal testsessies ondergaan in Formule 1 bolides. In december 2007 deed hij dat voor het eerst, toen hij op het circuit van Paul Ricard een aantal rondes deed afwerken voor Renault, in de auto die normaal bestuurd werd door Heikki Kovalainen, die op zijn beurt de Citroën C4 WRC van Loeb onder handen nam. In 2008 werd Red Bull een voornaamste sponsor van Citroën in het WK-Rally, en als beloning voor de behaalde wereldtitel dat jaar, mocht Loeb de Red Bull Formule 1 auto in december 2008 testen. Dat deed hij eerst op Silverstone, en later in Barcelona als zijn eerste officiële wintertest. Hij wist daarin een tijd neer te zetten die hem als achtste plaatste van de zeventien deelnemende rijders. Met het vertrek van Sébastien Bourdais bij Toro Rosso halverwege in 2009, ging enige tijd het gerucht rond dat Loeb zijn plaats in zou nemen bij het team. Na afloop van het rally seizoen, was het de bedoeling dat Loeb voor Toro Rosso zijn Formule 1 debuut zou maken tijdens de Grand Prix van Abu Dhabi in november 2009. Loeb kreeg echter geen FIA superlicentie toebedeeld, waardoor dit plan geen doorgang kon krijgen.
In december 2009 deed Loeb ook nog een test in een GP2 auto, voor het team van David Price Racing.

### Overig

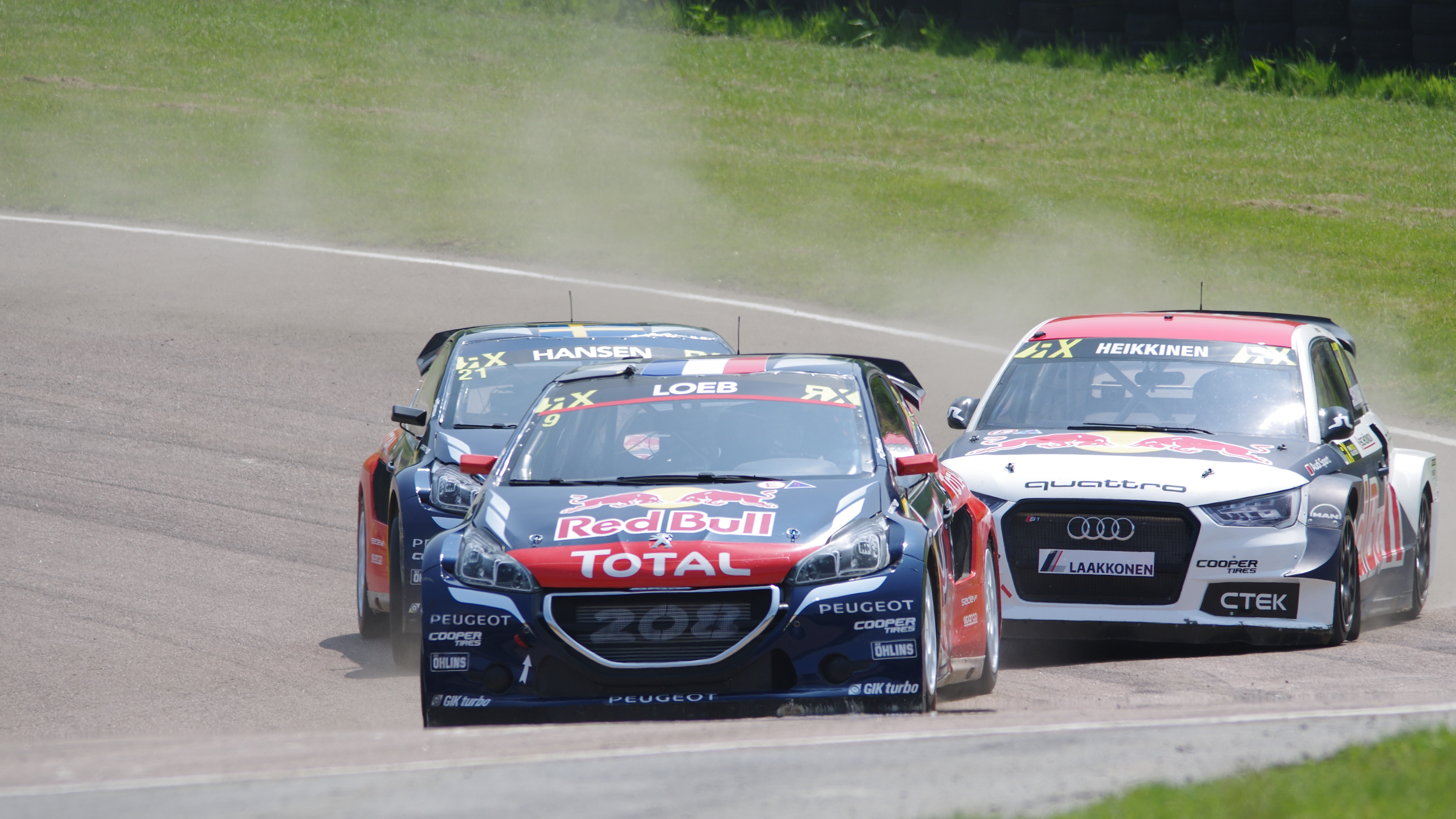
Loeb actief in de World RX rallycross met een Peugeot 208 WRX in 2016

Loeb heeft ook deelgenomen aan wedstrijden uit het Frans GT kampioenschap (GT Tour) met respectievelijke resultaten. In 2012 lanceerde hij Sébastien Loeb Racing, actief met een Porsche GT3 in het Franse GT kampioenschap en de Europese Le Mans Series. Rijdend voor zijn eigen team won hij een ronde van de Franse Carrera Cup op het Pau circuit. Loeb nam in 2012 ook deel aan de X Games, waarin hij de gouden medaille won met een grote voorsprong op concurrent Ken Block. In 2013 verbeterde Loeb het record op de Pikes Peak International Hill Climb. In 2014 en 2015 heeft Loeb met Citroën deelgenomen aan het World Touring Car Championship (WTCC). Sinds 2016 rijdt Loeb in het wereldkampioenschap rallycross en neemt hij voor Peugeot ook deel aan de Dakar-rally.

## Complete resultaten in het wereldkampioenschap rally
| Seizoen | Inschrijving                | Auto                   | 1      | 2       | 3       | 4       | 5       | 6       | 7       | 8     | 9       | 10      | 11      | 12      | 13      | 14      | 15      | 16      | Pos. | Punten |
| ------- | --------------------------- | ---------------------- | ------ | ------- | ------- | ------- | ------- | ------- | ------- | ----- | ------- | ------- | ------- | ------- | ------- | ------- | ------- | ------- | ---- | ------ |
| 1999    | Équipe de France FFSA       | Citroën Saxo Kit Car   | MON    | ZWE     | KEN     | POR     | SPA DNF | FRA 19  | ARG     | GRI   | NZL     | FIN     | CHN     | ITA 21  | AUS     | GBR     |         |         | -    | 0      |
| 2000    | Sébastien Loeb              | Citroën Saxo VTS       | MON    | ZWE     | KEN     | POR     | SPA     | ARG     | GRI     | NZL   | FIN DNF | CYP     |         |         |         |         |         |         | -    | 0      |
| 2000    | Équipe de France FFSA       | Toyota Corolla WRC     |        |         |         |         |         |         |         |       |         |         | FRA 9   | ITA 10  | AUS     |         |         |         | -    | 0      |
| 2000    | Sébastien Loeb              | Citroën Saxo Kit Car   |        |         |         |         |         |         |         |       |         |         |         |         |         | GBR 38  |         |         | -    | 0      |
| 2001    | Sébastien Loeb              | Citroën Saxo Kit Car   | MON 15 | ZWE DNF | POR     |         |         |         |         |       |         |         |         |         |         |         |         |         | 14   | 6      |
| 2001    | Sébastien Loeb              | Citroën Saxo VTS S1600 |        |         |         | SPA 15  | ARG     | CYP     | GRI 19  | KEN   | FIN 28  | NZL     |         | FRA 13  | AUS     | GBR 15  |         |         | 14   | 6      |
| 2001    | Automobiles Citroën         | Citroën Xsara WRC      |        |         |         |         |         |         |         |       |         |         | ITA 2   |         |         |         |         |         | 14   | 6      |
| 2002    | Automobiles Citroën         | Citroën Xsara WRC      | MON 2  | ZWE 17  | FRA     | SPA DNF | CYP     | ARG     | GRI 7   | KEN 5 | FIN 10  | DUI 1   | ITA     | NZL     |         | GBR NF  |         |         | 10   | 18     |
| 2002    | Piedrafita Sport            | Citroën Xsara WRC      |        |         |         |         |         |         |         |       |         |         |         |         | AUS 7   |         |         |         | 10   | 18     |
| 2003    | Citroën Total               | Citroën Xsara WRC      | MON 1  | ZWE 7   | TUR DNF | NZL 4   | ARG DNF | GRI DNF | CYP 3   | DUI 1 | FIN 5   | AUS 2   | ITA 1   | FRA 13  | SPA 2   | GBR 2   |         |         | 2    | 71     |
| 2004    | Citroën Total               | Citroën Xsara WRC      | MON 1  | ZWE 1   | MEX DNF | NZL 4   | CYP 1   | GRI 2   | TUR 1   | ARG 2 | FIN 4   | DUI 1   | JPN 2   | GBR 2   | ITA 2   | FRA 2   | SPA DNF | AUS 1   | 1    | 118    |
| 2005    | Citroën Total               | Citroën Xsara WRC      | MON 1  | ZWE DNF | MEX 4   | NZL 1   | ITA 1   | CYP 1   | TUR 1   | GRI 1 | ARG 1   | FIN 2   | DUI 1   | GBR 3   | JPN 2   | FRA 1   | SPA 1   | AUS DNF | 1    | 127    |
| 2006    | Kronos Total Citroën WRT    | Citroën Xsara WRC      | MON 2  | ZWE 2   | MEX 1   | SPA 1   | FRA 1   | ARG 1   | ITA 1   | GRI 2 | DUI 1   | FIN 2   | JPN 1   | CYP 1   | TUR     | AUS     | NZL     | GBR     | 1    | 112    |
| 2007    | Citroën Total WRT           | Citroën C4 WRC         | MON 1  | ZWE 2   | NOO 14  | MEX 1   | POR 1   | ARG 1   | ITA DNF | GRI 2 | FIN 3   | DUI 1   | NZL 2   | SPA 1   | FRA 1   | JPN DNF | IER 1   | GBR 3   | 1    | 116    |
| 2008    | Citroën Total WRT           | Citroën C4 WRC         | MON 1  | ZWE DNF | MEX 1   | ARG 1   | JOR 10  | ITA 1   | GRI 1   | TUR 3 | FIN 1   | DUI 1   | NZL 1   | SPA 1   | FRA 1   | JPN 3   | GBR 1   |         | 1    | 122    |
| 2009    | Citroën Total WRT           | Citroën C4 WRC         | IER 1  | NOO 1   | CYP 1   | POR 1   | ARG 1   | ITA 4   | GRI DNF | POL 7 | FIN 2   | AUS 2   | SPA 1   | GBR 1   |         |         |         |         | 1    | 93     |
| 2010    | Citroën Total WRT           | Citroën C4 WRC         | ZWE 2  | MEX 1   | JOR 1   | TUR 1   | NZL 3   | POR 2   | BUL 1   | FIN 3 | DUI 1   | JPN 5   | FRA 1   | SPA 1   | GBR 1   |         |         |         | 1    | 276    |
| 2011    | Citroën Total WRT           | Citroën DS3 WRC        | ZWE 6  | MEX 1   | POR 2   | JOR 3   | ITA 1   | ARG 1   | GRI 2   | FIN 1 | DUI 2   | AUS 10  | FRA DNF | SPA 1   | GBR DNF |         |         |         | 1    | 222    |
| 2012    | Citroën Total WRT           | Citroën DS3 WRC        | MON 1  | ZWE 6   | MEX 1   | POR DNF | ARG 1   | GRI 1   | NZL 1   | FIN 1 | DUI 1   | GBR 2   | FRA 1   | ITA DNF | SPA 1   |         |         |         | 1    | 270    |
| 2013    | Citroën Total Abu Dhabi WRT | Citroën DS3 WRC        | MON 1  | ZWE 2   | MEX     | POR     | ARG 1   | GRI     | ITA     | FIN   | DUI     | AUS     | FRA DNF | SPA     | GBR     |         |         |         | 8    | 68     |
| 2015    | Citroën Total Abu Dhabi WRT | Citroën DS3 WRC        | MON 8  | ZWE     | MEX     | ARG     | POR     | ITA     | POL     | FIN   | DUI     | AUS     | FRA     | SPA     | GBR     |         |         |         | 18   | 6      |
| 2018    | Citroën Total Abu Dhabi WRT | Citroën C3 WRC         | MON    | ZWE     | MEX 5   | FRA 14  | ARG     | POR     | ITA     | FIN   | DUI     | TUR     | GBR     | SPA 1   | AUS     |         |         |         | 13   | 43     |
| 2019    | Hyundai Shell Mobis WRT     | Hyundai i20 Coupé WRC  | MON 4  | ZWE 7   | MEX     | FRA 8   | ARG     | CHL 3   | POR DNF | ITA   | FIN     | DUI     | TUR     | GBR     | SPA 4   | AUS C   |         |         | 11   | 51     |
| 2020    | Hyundai Shell Mobis WRT     | Hyundai i20 Coupé WRC  | MON 6  | ZWE     | MEX     | CHL C   | ARG     | POR     | ITA     | KEN   | FIN     | NZL     | TUR 3   | DUI     | GBR     | SPA     |         |         | 10   | 24     |
| 2022    | M-Sport Ford WRT            | Ford Puma Rally1       | MON 1  | ZWE     | KRO     | POR DNF | ITA     | KEN 8   | EST     | FIN   | BEL     | GRI DNF | NZL     | SPA     | JAP     |         |         |         | 11   | 35     |

* Seizoen loopt nog.

#### Overwinningen
| #  | Seizoen | Rally                                    | Navigator    | Auto              |
| -- | ------- | ---------------------------------------- | ------------ | ----------------- |
| 1  | 2002    | 21. ADAC Rallye Deutschland              | Daniel Elena | Citroën Xsara WRC |
| 2  | 2003    | 71e Rally Automobile de Monte-Carlo      | Daniel Elena | Citroën Xsara WRC |
| 3  | 2003    | 22. ADAC Rally Deutschland               | Daniel Elena | Citroën Xsara WRC |
| 4  | 2003    | 45º Rallye San Remo - Rallye d'Italia    | Daniel Elena | Citroën Xsara WRC |
| 5  | 2004    | 72ème Rally Automobile de Monte-Carlo    | Daniel Elena | Citroën Xsara WRC |
| 6  | 2004    | 53rd Uddeholm Swedish Rally              | Daniel Elena | Citroën Xsara WRC |
| 7  | 2004    | 33rd Cyprus Rally                        | Daniel Elena | Citroën Xsara WRC |
| 8  | 2004    | 5th Rally of Turkey                      | Daniel Elena | Citroën Xsara WRC |
| 9  | 2004    | 23. OMV ADAC Rally Deutschland           | Daniel Elena | Citroën Xsara WRC |
| 10 | 2004    | 17th Telstra Rally Australia             | Daniel Elena | Citroën Xsara WRC |
| 11 | 2005    | 72ème Rally Automobile de Monte-Carlo    | Daniel Elena | Citroën Xsara WRC |
| 12 | 2005    | 35th Propecia Rally of New Zealand       | Daniel Elena | Citroën Xsara WRC |
| 13 | 2005    | 2º Supermag Rally d'Italia Sardinia      | Daniel Elena | Citroën Xsara WRC |
| 14 | 2005    | 34st Rally Cyprus                        | Daniel Elena | Citroën Xsara WRC |
| 15 | 2005    | 6th Rally of Turkey                      | Daniel Elena | Citroën Xsara WRC |
| 16 | 2005    | 52th Acropolis Rally                     | Daniel Elena | Citroën Xsara WRC |
| 17 | 2005    | 25º Rally Argentina                      | Daniel Elena | Citroën Xsara WRC |
| 18 | 2005    | 24. OMV ADAC Rally Deutschland           | Daniel Elena | Citroën Xsara WRC |
| 19 | 2005    | 49ème Tour de Corse - Rally de France    | Daniel Elena | Citroën Xsara WRC |
| 20 | 2005    | 41º Rally RACC Catalunya - Costa Daurada | Daniel Elena | Citroën Xsara WRC |
| 21 | 2006    | 20º Corona Rally México                  | Daniel Elena | Citroën Xsara WRC |
| 22 | 2006    | 42º Rally RACC Catalunya - Costa Daurada | Daniel Elena | Citroën Xsara WRC |
| 23 | 2006    | 50ème Tour de Corse - Rally de France    | Daniel Elena | Citroën Xsara WRC |
| 24 | 2006    | 26º Rally Argentina                      | Daniel Elena | Citroën Xsara WRC |
| 25 | 2006    | 3º Rally d'Italia Sardinia               | Daniel Elena | Citroën Xsara WRC |
| 26 | 2006    | 25. OMV ADAC Rally Deutschland           | Daniel Elena | Citroën Xsara WRC |
| 27 | 2006    | 3rd Rally Japan                          | Daniel Elena | Citroën Xsara WRC |
| 28 | 2006    | 35th Rally Cyprus                        | Daniel Elena | Citroën Xsara WRC |
| 29 | 2007    | 75ème Rally Automobile de Monte-Carlo    | Daniel Elena | Citroën C4 WRC    |
| 30 | 2007    | 21º Corona Rally México                  | Daniel Elena | Citroën C4 WRC    |
| 31 | 2007    | 41º Vodafone Rally de Portugal           | Daniel Elena | Citroën C4 WRC    |
| 32 | 2007    | 27º Rally Argentina                      | Daniel Elena | Citroën C4 WRC    |
| 33 | 2007    | 26. ADAC Rally Deutschland               | Daniel Elena | Citroën C4 WRC    |
| 34 | 2007    | 43º Rally RACC Catalunya - Costa Daurada | Daniel Elena | Citroën C4 WRC    |
| 35 | 2007    | 51ème Tour de Corse - Rally de France    | Daniel Elena | Citroën C4 WRC    |
| 36 | 2007    | 3rd Rally Ireland                        | Daniel Elena | Citroën C4 WRC    |
| 37 | 2008    | 76ème Rally Automobile de Monte-Carlo    | Daniel Elena | Citroën C4 WRC    |
| 38 | 2008    | 22º Corona Rally México                  | Daniel Elena | Citroën C4 WRC    |
| 39 | 2008    | 28º Rally Argentina                      | Daniel Elena | Citroën C4 WRC    |
| 40 | 2008    | 5º Rally d'Italia Sardinia               | Daniel Elena | Citroën C4 WRC    |
| 41 | 2008    | 55th BP Ultimate Acropolis Rally         | Daniel Elena | Citroën C4 WRC    |
| 42 | 2008    | 58th Neste Oil Rally Finland             | Daniel Elena | Citroën C4 WRC    |
| 43 | 2008    | 27. ADAC Rally Deutschland               | Daniel Elena | Citroën C4 WRC    |
| 44 | 2008    | 38th Repco Rally New Zealand             | Daniel Elena | Citroën C4 WRC    |
| 45 | 2008    | 44º Rally RACC Catalunya - Costa Daurada | Daniel Elena | Citroën C4 WRC    |
| 46 | 2008    | 52ème Tour de Corse - Rally de France    | Daniel Elena | Citroën C4 WRC    |
| 47 | 2008    | 64th Wales Rally of Great Britain        | Daniel Elena | Citroën C4 WRC    |
| 48 | 2009    | 4th Rally Ireland                        | Daniel Elena | Citroën C4 WRC    |
| 49 | 2009    | 3rd Rally Norway                         | Daniel Elena | Citroën C4 WRC    |
| 50 | 2009    | 38th Rally Cyprus                        | Daniel Elena | Citroën C4 WRC    |
| 51 | 2009    | 43º Vodafone Rally de Portugal           | Daniel Elena | Citroën C4 WRC    |
| 52 | 2009    | 29º Rally Argentina                      | Daniel Elena | Citroën C4 WRC    |
| 53 | 2009    | 45º Rally RACC Catalunya - Costa Daurada | Daniel Elena | Citroën C4 WRC    |
| 54 | 2009    | 65th Rally Great Britain                 | Daniel Elena | Citroën C4 WRC    |
| 55 | 2010    | 24º Corona Rally México                  | Daniel Elena | Citroën C4 WRC    |
| 56 | 2010    | 27th Jordan Rally                        | Daniel Elena | Citroën C4 WRC    |
| 57 | 2010    | 9th Rally of Turkey                      | Daniel Elena | Citroën C4 WRC    |
| 58 | 2010    | 41st Rally Bulgaria                      | Daniel Elena | Citroën C4 WRC    |
| 59 | 2010    | 28. ADAC Rally Deutschland               | Daniel Elena | Citroën C4 WRC    |
| 60 | 2010    | 1ème Rallye de France - Alsace           | Daniel Elena | Citroën C4 WRC    |
| 61 | 2010    | 46º Rally RACC Catalunya - Costa Daurada | Daniel Elena | Citroën C4 WRC    |
| 62 | 2010    | 66th Wales Rally of Great Britain        | Daniel Elena | Citroën C4 WRC    |
| 63 | 2011    | 25º Guanajuato Rally México              | Daniel Elena | Citroën DS3 WRC   |
| 64 | 2011    | 8º Rally d'Italia Sardegna               | Daniel Elena | Citroën DS3 WRC   |
| 65 | 2011    | 31º Rally Argentina                      | Daniel Elena | Citroën DS3 WRC   |
| 66 | 2011    | 61st Neste Oil Rally Finland             | Daniel Elena | Citroën DS3 WRC   |
| 67 | 2011    | 47º Rally RACC Catalunya - Costa Daurada | Daniel Elena | Citroën DS3 WRC   |
| 68 | 2012    | 80ème Rallye Automobile de Monte-Carlo   | Daniel Elena | Citroën DS3 WRC   |
| 69 | 2012    | 26º Guanajuato Rally México              | Daniel Elena | Citroën DS3 WRC   |
| 70 | 2012    | 32º Philips Rally Argentina              | Daniel Elena | Citroën DS3 WRC   |
| 71 | 2012    | 58th Acropolis Rally                     | Daniel Elena | Citroën DS3 WRC   |
| 72 | 2012    | 42nd Brother Rally New Zealand           | Daniel Elena | Citroën DS3 WRC   |
| 73 | 2012    | 62nd Neste Oil Rally Finland             | Daniel Elena | Citroën DS3 WRC   |
| 74 | 2012    | 30. ADAC Rally Deutschland               | Daniel Elena | Citroën DS3 WRC   |
| 75 | 2012    | 3ème Rallye de France - Alsace           | Daniel Elena | Citroën DS3 WRC   |
| 76 | 2012    | 48º Rally RACC Catalunya - Costa Daurada | Daniel Elena | Citroën DS3 WRC   |
| 77 | 2013    | 81ème Rallye Automobile de Monte-Carlo   | Daniel Elena | Citroën DS3 WRC   |
| 78 | 2013    | 33º Philips Rally Argentina              | Daniel Elena | Citroën DS3 WRC   |
| 79 | 2018    | 54º Rally RACC Catalunya - Costa Daurada | Daniel Elena | Citroën C3 WRC    |